# 彼得拉加拉

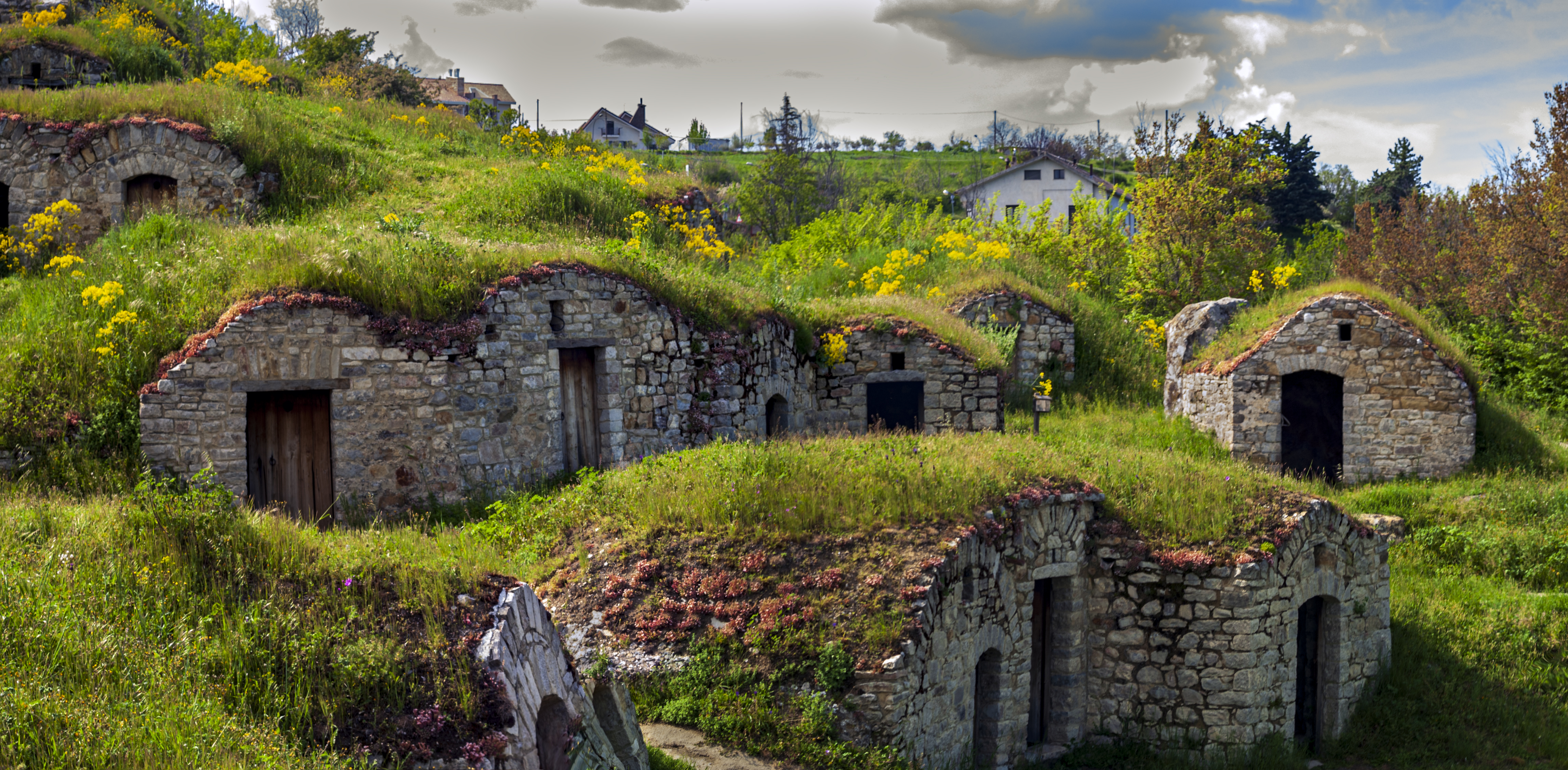
Palmenti

彼得拉加拉（義大利語：Pietragalla）是意大利波坦察省的一个市镇。总面积65平方公里，人口4366人，人口密度67.2人/平方公里（2009年）。ISTAT代码为076060。